# Lijst van accordeon-potpourri's van The Three Jacksons
Dit is een onvolledige, chronologische lijst van accordeonpotpourri's van The Three Jacksons, uitgebracht tussen 1950 en 1971. De potpourri's verschenen op 78 en 45 toerenplaten met op beide kanten ca. drie minuten muziek. In deze lijst staan de nummers vermeld die in de potpourri's verwerkt zijn.
| Accordeon-potpourri                                   | A-kant | B-kant | Jaar van uitgave |
| ----------------------------------------------------- | --- | --- | ---------------- |
| Accordeon-potpourri no. 1                             | Louise … - In een hoekje alleen … - Weet je wat een zoentje is? | Diep in mijn hart - Je bent met goud niet te betalen - Montevideo | 1946             |
| Accordeon-potpourri no. 2                             | Valse Musette Potpourri: Place Pigalle~Cascades | Paso Doble Potpourri: Hasta mañana~La guaira | 1947             |
| Accordeon-potpourri no. 3                             | Komt zingt nu allen mee - Cheerio Holland - Breng eens een zonnetje | Bel mij even op - Zeemanslied - Mijnheer Dinges - Hi ha humour | 1948             |
| Accordeon-potpourri no. 4                             | Klaar voor de wals (Walspotpourri), deel 1 | Klaar voor de wals (Walspotpourri), deel 2 | 1949             |
| Accordeon-potpourri no. 5                             | Schep vreugde in 't leven - Potpourri van Lou Bandy successen, deel 1 | Schep vreugde in 't leven - Potpourri van Lou Bandy successen, deel 2 | 1949             |
| Accordeon-potpourri no. 6                             | Als de zon schijnt, deel 1 | Als de zon schijnt, deel 2 | 1949             |
| Accordeon-potpourri no. 7 (Oude bekenden)             | Als de klok van Arnemuiden - Zwerven op zee - Cruising down the river | Bij het kampvuur - Hotsjok - O, o, o, het spijt me zo - Ik wil alles voor je doen | 1949             |
| Accordeon-potpourri no. 8 (Feest Porpourri)           | Lang zal ze leven - Wie heeft er zeesop in de pruimenpap gedaan - Laat de klok maar luiden - For he's a jolly good fellow - Overal, waar de meisjes zijn - It's a long way to Tipperary | Laat de kraan maar open staan - We gaan nog niet naar huis - Io Vivat - En we gaan met zijn allen naar de Zaan - Ja, we willen - Lang zullen ze zeven | 1949             |
| Accordeon-potpourri no. 9 (Goede Bekenden I)          | Op de sluizen van IJmuiden - Toean Dan Njonja - Greetje uit de polder - For ever and ever                                                                                               | Rozen te veel om te tellen - 'k Hoor je stem in 't lied der golven - Moonlight and roses - Amsterdam is geen Parijs | 1950             |
| Accordeon-potpourri no. 10 (Goede Bekenden II)        | Waterval - Hula Loe - Ich tanze mit dir in dem Himmel hinein | Daar zijn de appeltjes van oranje weer - Lavender blue - Kermis in ’t land | 1950             |
| Accordeon-potpourri no. 11                            | Antje uit Volendam - Over de grachten - Wie zal dat betalen? | Barbara, Barbara - Du bist die Rose vom Wörthersee - Music! Music! Music! - Lady op Spain | 1950             |
| Accordeon-potpourri no. 12                            | Op de woelige baren - Toen je schip uit de Schelde verdween - Lied van de zee | Aan het strand stil en verlaten - Janmaat houdt van zingen - Tabe! ik kies weer zee | 1950             |
| Accordeon-potpourri no. 13                            | Marietje speelt wals musette - Als ik ga varen met Cato-tje - Goodnight Irene | Ik zou zo graag een cowboy wezen - Tea for two - Een bouquetje rode rozen | 1950             |
| Accordeon-potpourri no. 14                            | Quicksilver - Powder your face with sunshine - Kiss me sweet | Silver dollar - Sam's song - Wilhelmina | 1950             |
| Accordeon-potpourri no. 15                            | Zeeman, o Zeeman - Aan het Noordzeestrand - My heart cries for you | Toeter van papier - Wat een club is dat? - Het ding | 1951             |
| Accordeon-potpourri no. 16                            | Le Petit diligence - Warum weinst du, kleine Tamara - 's Avonds als het kampvuur brandt                                                                                                 | Lang zal ie leven - Can I Canoe you up the river - Steppin out (Zie-de gij me gere) | 1951             |
| Accordeon-potpourri no. 17                            | Florentinische Nachte - In der Cafetaria von Milano | Brush those tears from your eyes - Sarie Mareis - Have I told you lately | 1952             |
| Accordeon-potpourri no. 18                            | Jij wordt geen 100 jaar - Als na het bal (After the ball) - Jongens, jongens wat een lieve meid - In het bosch - Mini D’amour - Carolien (Ik wil met je vrijen)                         | Was ik maar nooit getrouwd - Zeven dagen in de week (Si tu veux Marguerite) - O jé, souper (Had ik maar 500.000 gulden) - Wordt niet boos (Frou-frou) - Zantvoort bij de zee (We gaan naar Zandvoort) (Seaside on the brain) - Ja zoals jij - We zijn gegaan al naar de maliebaan | 1952             |
| Accordeon-potpourri no. 19                            | Fijn, fijn, fijn - Rozen zo rood - De molen aan de vliet - Over 25 jaar | Kijk eens in de poppetjes van mijn ogen - Hup faldera - I love the sunshine of your smile - En wat zitten we weer gezellig bij elkaar | 1952             |
| Accordeon-potpourri no. 20                            | Schrimpboats - Let me in - Domino | Hallo, hella, hallo - In the cool, cool, cool of the evening - Pack' die Badehose ein - Toreador | 1952             |
| Accordeon-potpourri no. 21                            | Wipneus en kersenmond - Zilver en goud - A guy is a guy - A-round the corner | Pompernikkel - Annemarie - Ben je nou beti-ta-toeterd? | 1952             |
| Accordeon-potpourri no. 22                            | Kraai en papegaai - Waarom kijk je toch zo kwaad, Marianne? - Kom weer naar huis - Bokkie                                                                                               | Het lied van de IJssel - Wilde rozen - Frome the time you say goodbye | 1952             |
| Accordeon-potpourri no. 23                            | Ka, doe de la toe - Rode rozen, rode lippen, rode wijn - Botch a me | The homing waltz - Ik kan je niet beletten - Dat heb je al meer gedaan | 1952             |
| Accordeon-potpourri no. 24                            | Wil je een beetje van me houden? - Nou tot ziens - Je moet niet huilen | Glühwürmchen - Don't let the stars get in your eyes - I'll stay in the house - Jambalaya | 1953             |
| Accordeon-potpourri no. 25 (12 ½ jaar The 3 Jacksons) | The song from Moulin Rouge - How much is that doggie in the window - 'k heb maling aan geld - Ik wou, ik wou                                                                            | Till I waltz again with you - Am strande von Havanna - Tell me a story | 1953             |
| Accordeon-potpourri no. 26                            | Seven lonely days - Du hast so wunderschöne Augen - By the light of silvery moon | De polonaise - Morgen komm ich wieder - Annemie - Tonia, Tonia | 1953             |
| Accordeon-potpourri no. 27                            | Rosemary polka - Swedish rhapsody - You, you, you - Anna | Maar zaterdagsmiddags - Het lied van het pierement - Bij de ouwe watermolen - Eenmaal | 1954             |
| Accordeon-potpourri no. 28                            | Ricochett - Anneliese - Sippin' Soda - The gang that sang heart of my heart | De orgelman - That's amore - Durst ist schlimmer als Heimweh | 1954             |
| Accordeon-potpourri no. 29                            | Oh, Heideroosje - Daar bij de waterkant - Falderie, faldera | Zeemanshart - Ik heb niet gewandeld op rozen - Changing partners | 1954             |
| Accordeon-potpourri no. 30                            | Tik jij van rik tikketik - sh' boom - Geef mij de wodka, Anuschka | Het oude jagershuis - Op een zeemansgraf - Ik ben aan de Maas geboren | 1954             |
| Accordeon-potpourri no. 31                            | Aveva un bavero - Hearts of stone - Mister Sandman - Mama el Baion | Jim, Johnny en Jonas - Blonde Marie - Onder de lindeboom | 1955             |
| Accordeon-potpourri no. 32                            | Hoe je heette, dat ben ik vergeten - Kleine nachtegaal - Ik kom bij jou terug | Glück Auf! - Hollandse meisjes - Het oude kermispaard | 1955             |
| Accordeon-potpourri no. 33                            | Hey! Mr. Banjo - Boom, boom, boomerang - C'est magnifique | The yellow rose of Texas - Ci-ciu-ci - Shine or, harvest moon | 1956             |
| Accordeon-potpourri no. 34                            | Klappermelk met suiker - Twintig kleine vingers - Poor people of Paris | M'n wiegie was 'n stijfselkissie - Twee kleine klompjes - Want eenmaal | 1956             |
| Accordeon-potpourri no. 35                            | La pansé - 't Huikske - Marja, of Marja | In de bus van Bussum naar Naarden - Heimwee - Mack the knife - Zijn het je ogen? | 1956             |
| Accordeon-potpourri no. 36                            | Que sera, sera - True love - De Smokkelaar | Ricordate Marcellino - Oklahoma Tom - Mia cara Carolina | 1956             |
| Accordeon-potpourri no. 37                            | Singing the blues - Cindy, oh Cindy - Muskrat Ramble | Marianne - The banana boat song - Calypso | 1957             |
| Accordeon-potpourri no. 38                            | Ik sta op wacht - Boerinnekesdans - De postkoets | Cinco Robles - Loeënde klokken - Eenentwintig rozen | 1958             |
| Accordeon-potpourri no. 39                            | I'm drowning my sorrows (Veel bittere tranen) - La paloma - Der verlorene sohn (De verloren zoon)                                                                                       | Volare (Nel blu dipinto) - Love letters in the sand - Colonel Bogey | 1958             |
| Accordeon-potpourri no. 40                            | Come prima - Spiel noch einmal für mich, Habanero - Sail Along, Silv'ry Moon | Schön ist die Jugendzeit - Vroeg of laat - Ik zal jou nooit vergeten | 1958             |
| Accordeon-potpourri no. 41                            | Piove - Sing little birdie - Una Marcia in Fa | Tom Dooley - Mandolines in the moonlight - Li per li | 1959             |
| Accordeon-potpourri no. 42                            | Ach vaderlief, toe drink niet meer - Oui, oui, oui - The girl that I marry | Marina - Tell him no - Cerasella | 1959             |
| Accordeon-potpourri no. 43                            | Gitarren klinge leise durch die Nacht - Kriminal tango - Zuiderzeeballade | Heartaches by the number - Vivace - Baciare, baciare | 1960             |
| Accordeon-potpourri no. 44                            | Milord - Mustapha - Valentino | Tom Pillibi - Paper roses - Nür Charly schenke mir blümen | 1960             |
| Accordeon-potpourri no. 45                            | Aan de Amsterdamse grachten - Lang geleden - Sie war nicht alter als 18 | Barcelona - Banjo boy - Ramona | 1961             |
| Accordeon-potpourri no. 46                            | Schnaps, das war sein letztes wort - Muss i denn - Save the last dance for me | Sucu sucu - Nooit op zondag (Never on sunday) - C'est écrit dans le ciel | 1961             |
| Accordeon-potpourri no. 47                            | Wheels - Danke für die blumen (Weddingcake) - Och was ik maar (Bij moeder thuis gebleven)                                                                                               | Corine, Corrina - Are you sure - Kili watch | 1961             |
| Accordeon-potpourri no. 48                            | Romeo - Hava Nagila - Hello Mary Lou | Brigitte Bardot - Van 1, 2, 3 - Irena | 1961             |
| Accordeon-potpourri no. 49                            | Tanze mit mir in den Morgen - Weisse rosen aus Athen - Tango Italiano | Happy José - Mexico - Katinka | 1962             |
| Accordeon-potpourri no. 50                            | Janus, pak me nog een keer - Norman - Brandend zand | Vader, waar is moeder gebleven? - De bedelaar van Parijs - Schneewalzer | 1962             |
| Accordeon-potpourri no. 51                            | Paradiso - Lady Sunshine and Mr. Moon - Monsieur | Schau mir nochmal in die Augen - Bei diesem Tango geht das Licht aus - Bleib' heute Abend bei mir | 1963             |
| Accordeon-potpourri no. 52                            | Baccarola in de nacht - Sukiyaki - Those lazy-hazy-crazy days of summer | Soerabaja - Junge, komm bald wieder - Moeder, hoe kan ik danken | 1963             |
| Accordeon-potpourri no. 53                            | Ik heb eerbied voor jouw grijze haren - Spiegelbeeld - Über den Wolken ist Sonnenschein                                                                                                 | Nimm deine weisse Gitarre - Lass mein Herz nicht weinen - Ich hab' das Glück bestellt | 1964             |
| Accordeon-potpourri no. 54                            | De winter was lang - Vous permettex monsieur? - Auf wiederseh'n, mein Liebling | Swiebertje - Hello, Dolly! - Hoempa Hoempa! | 1964             |
| Accordeon-potpourri no. 55                            | Quand le soleil dit bonjour aux montagnes - Parel van de Zuidzee - Ik vraag 't aan de sterren                                                                                           | Harlekino - In der mondhellen Nacht - Italiano | 1965             |
| Accordeon-potpourri no. 56                            | Dat is 't einde - Als ik de golven aan het strand zie - Sophietje | Santa Domingo - Forget Domani - A walk in the back forest | 1966             |
| Accordeon-potpourri no. 57                            | Tjingeling - Wind me up - Nikkelen Nelis | Fernando en Filippo - Marmer, steen en staal vergaan - Shame and scandal in the family | 1966             |
| Accordeon-potpourri no. 58                            | Dans je de hele nacht met mij? - Tearoom-tango - Oh, what a kiss | Strangers in the night - Ella Ella - Op het eerste gezicht | 1966             |
| Accordeon-potpourri no. 59                            | Jelle sal wel sien - Land van Maas en Waal - De Zilvervloot | Sammy - Tapkastwals - Ik geef een feest | 1967             |
| Accordeon-potpourri no. 60                            | Puppet on a string - M'n opa - Dan moet je me zuster zien | Somethin' stupid - Release me - Op een mooie pinksterdag | 1967             |
| Accordeon-potpourri no. 61                            | La bostella - A banda - Mien, waar is mijn feestneus? | Wil u een stekkie? - Everybody knows - Zai, zai, zai | 1968             |
| Accordeon-potpourri no. 62                            | Ich bau dir ein Schloss - Ik kan geen kikker van de kant afduwen - Moest dat nou? | Abergavenny - Costa Brava - Callow-la-vita | 1968             |
| Accordeon-potpourri no. 63                            | De Troubadour - Boom bang a bang - Ich sing ein Lied für dich | Arrivederci Hans - Azzuro - Hallo, mijnheer de Uil | 1969             |
| Accordeon-potpourri no. 64                            | Wat een spreker is die man - Het zal je kind maar wezen - We zijn op de wereld om mekaar te helpen, niewaar?                                                                            | Bloody Mary - Eenzame bokser - Cent mille chansons | 1970             |
| Accordeon-potpourri no. 65                            | Geef mij de liefde en de gein - In de hemel is geen bier - De supporter | Hup, daar is Willem - Love is all round - Tante heeft een olifant | 1971             |